# تشاد باور
تشاد باور (بالإنجليزية: Chad Power)‏ (و. 1984 – م) هو ممثل، وممثل أفلام، من الولايات المتحدة الأمريكية، ولد في مقاطعة فينتورا (كاليفورنيا).

## وصلات خارجية
- تشاد باور على موقع IMDb (الإنجليزية)
- تشاد باور على موقع ألو سيني (الفرنسية)
- تشاد باور على موقع أول موفي (الإنجليزية)
- تشاد باور على موقع قاعدة بيانات الأفلام السويدية (السويدية)
- تشاد باور على موقع قاعدة بيانات الفيلم (الإنجليزية)
- تشاد باور على موقع كينوبويسك (الروسية)